# Ramsjön, Heby kommun
Ramsjön är en sjö  i Morgongåva i Heby kommun i Uppland och ingår i Norrströms huvudavrinningsområde. Sjön har en area på 0,35 kvadratkilometer och ligger 58 meter över havet. Ramsjön har ingen badplats då det kommunala reningsverket finns anlagt vid sjöns västra strand. Sjön har ett fiskbestånd bestående av abborre, gädda, braxen.. Förbud mot motorbåt råder i sjön på grund av ett rikt fågelliv.

## Delavrinningsområde
Ramsjön ingår i delavrinningsområde (664317-156758) som SMHI kallar för Mynnar i Skattmansöån. Medelhöjden är 71 meter över havet och ytan är 29,89 kvadratkilometer. Det finns inga avrinningsområden uppströms utan avrinningsområdet är högsta punkten. Vattendraget som avvattnar avrinningsområdet har biflödesordning 5, vilket innebär att vattnet flödar genom totalt 5 vattendrag innan det når havet efter 126 kilometer. Avrinningsområdet består mestadels av skog (64 procent) och jordbruk (19 procent). Avrinningsområdet har 0,68 kvadratkilometer vattenytor vilket ger det en sjöprocent på 2,3 procent. Bebyggelsen i området täcker en yta av 1,76 kvadratkilometer eller 6 procent av avrinningsområdet.